# Palau de Gel
Palau de Gel je sportovní stadion v Barceloně. Patří klubu FC Barcelona, sídlí zde jeho hokejová sekce. Stadion sousedí s dalšími stadiony tohoto klubu, leží mezi Mini Estadi a Camp Nou a jen pár metrů severně od Palau Blaugrana.
Stadion byl otevřen 23. října 1971, jeho architekty byli Francesc Cavaller a Josep Soteras. Jeho kapacita dosahuje 1256 míst.